# Bagheera kiplingi
Bagheera kiplingi je druh pavouka z čeledi skákavkovitých (Salticidae). Žije ve Střední Americe, v Mexiku, Guatemale a Kostarice. Byl popsán v roce 1896. Je zajímavý tím, že se živí téměř výhradně potravou rostlinného původu. Žádný jiný známý pavouk není takto vyhraněný potravní specialista.

## Popis
B. kiplingi je výrazný pavouk vykazující pohlavní dimorfismus. Samec má jantarově zbarvené nohy a tmavou hlavohruď, která má převážně zelenou barvu. Zadeček je podélně pruhovaný. Samička má přední nohy silnější a tmavší, zatímco zbývající končetiny mají světle žlutou barvu. Její hlavohruď je červenohnědá, horní přední část má barvu černou. Zadeček samičky je mohutnější s hnědozeleným zbarvením.

## Způsob života
Žije na stromech, především z rodu Vachellia, kde se živí tzv. Beltovými tělísky. Tato tělíska, bohatá na proteiny a tuky, se tvoří na okrajích listů. Jsou zároveň hlavní potravou jistých mravenců, kteří žijí se stromem v symbióze. Pavouk se mravencům cíleně vyhýbá, neboť ti se snaží tělíska chránit. Tělíska tvoří zhruba 90 % jeho stravy. Občas také konzumuje nektar z květů nebo larvy, které ukořistí mravencům. Může u nich docházet i ke kanibalismu, především v období sucha. Sítě nevyužívá k lapání kořisti, ale jen k péči o potomstvo.

## Pojmenování
Rod Bagheera byl pojmenován na počest černého pardála Baghíry z Knihy džunglí, jejímž autorem je Rudyard Kipling. Dle postav ze stejné knihy jsou nazvány další pavoučí rody, např. Akela či Messua. Autory jmen jsou američtí taxonomové George a Elizabeth Peckhamovi.